# 居室拟壁钱
居室拟壁钱（学名：Oecobius cellariorum）为拟壁钱科拟壁钱属的动物。分布于朝鲜、日本、以及中国大陆的湖南、浙江、陕西、北京、河北、山东等地，一般生活于石下或建筑物角隅处。